# 대한북로독군부
대한북로독군부(大韓北路督軍府)는 1920년 5월 28일 봉오동에서 홍범도의 대한독립군, 안무의 국민회군, 최진동의 군무도독부가 연합하여 결성된 무장 독립단체이다. 부장(府長)은 최진동, 부관(副官)은 안무가 맡았다.